# Bum (Sprache)
Die Sprache Bum (ISO 639-3: bmv; auch bom genannt) ist eine bantoide Sprache aus der Gruppe der Graslandsprachen, die von insgesamt 21.400 Personen in der Kameruner Region Nordwesten, vor allem in der Ortschaft Fonfuka gesprochen wird.
Lexikalisch ist die Sprache am engsten mit Kom [bkm] (zu 71 %) verwandt, mit der sie auch die aus fünf Sprachen bestehende zentrale Ring-Sprachgruppe bildet.